# Ludlow (tijdvak)
| Systeem                                 | Serie      | Etage        | Ouderdom (Ma) |
| --------------------------------------- | ---------- | ------------ | ------------- |
| Devoon                                  | Onder      | Lochkovien   | jonger        |
| Siluur                                  | Pridoli    | Pridoli      | 419,2–423,0   |
| Siluur                                  | Ludlow     | Ludfordien   | 423,0–425,6   |
| Siluur                                  | Ludlow     | Gorstien     | 425,6–427,4   |
| Siluur                                  | Wenlock    | Homerien     | 427,4–430,5   |
| Siluur                                  | Wenlock    | Sheinwoodien | 430,5–433,4   |
| Siluur                                  | Llandovery | Telychien    | 433,4–438,5   |
| Siluur                                  | Llandovery | Aeronien     | 438,5–440,8   |
| Siluur                                  | Llandovery | Rhuddanien   | 440,8–443,4   |
| Ordovicium                              | Boven      | Hirnantien   | ouder         |
| Indeling van het Siluur volgens de ICS. |            |              |               |

Het Ludlow, Ludlowien of Ludlowiaan is het op een na jongste van vier tijdvakken (in de stratigrafie series genoemd) waarin de periode Siluur wordt opgedeeld. Het Ludlow duurde van 427,4 ± 0,5 tot 423,0 ± 2,3 Ma en wordt ingedeeld in twee tijdsnedes: Ludfordien en Gorstien. Het werd voorafgegaan door het Wenlock en na (op) het Ludlow komt het Pridoli.

## Naamgeving en definitie
Het Ludlow is genoemd naar het historische stadje Ludlow in het zuiden van Shropshire (Engeland). De naam werd in 1833 door de Engelse geoloog Roderick Murchison ingevoerd. De serie wordt gedefinieerd door de GSSPs van het Pridoli, Ludfordien en Gorstien.
De basis van het Ludlow wordt gedefinieerd door het eerste voorkomen van de Acritarcha Leptobrachion longhopense en ligt ook in de buurt van het eerste voorkomen van de graptoliet Neodiversograptus nilssoni. De top van de serie (de basis van het Pridoli) ligt bij het eerste voorkomen van de graptoliet Monograptus parultimus.